# Les Fosses (Sobremunt)
Les Fosses és una masia de Sobremunt (Lluçanès) inclosa a l'Inventari del Patrimoni Arquitectònic de Catalunya.

## Descripció
Edifici civil orientat a ponent amb teulada als quatre vents.
A la façana principal, hi té un gran portal adovellat, damunt del qual, hi ha una finestra de pedra treballada. A la llinda s' hi llegeix: JAUME FOSES - 1624.
Les cantoneres són de pedra i s' hi observen moltes finestres amb alguns motius treballats. A la façana dreta, hi ha dos gran finestrals protegits amb reixes de ferro forjat.

## Història
Tot i l'actual estat ruïnós, aquesta masia degué ser una de les més importants del terme per la grandiositat de l'edifici i tenir molí propi.
L' any 1348 la trobem ja documentada. L' onze de febrer del 1469 segons un testament, sabem que Bernat Fosses, alies Casasubirana, n' era l'amo.
En un altre testament del 12 de juny de 1618, encara consta un tal Joan Fosses Pagès com a hereu del mas Fosses.